# Helicopis cupido
Helicopis cupido är en fjärilsart som beskrevs av Carl von Linné 1758. Helicopis cupido ingår i släktet Helicopis och familjen Riodinidae. Inga underarter finns listade i Catalogue of Life.

## Bildgalleri

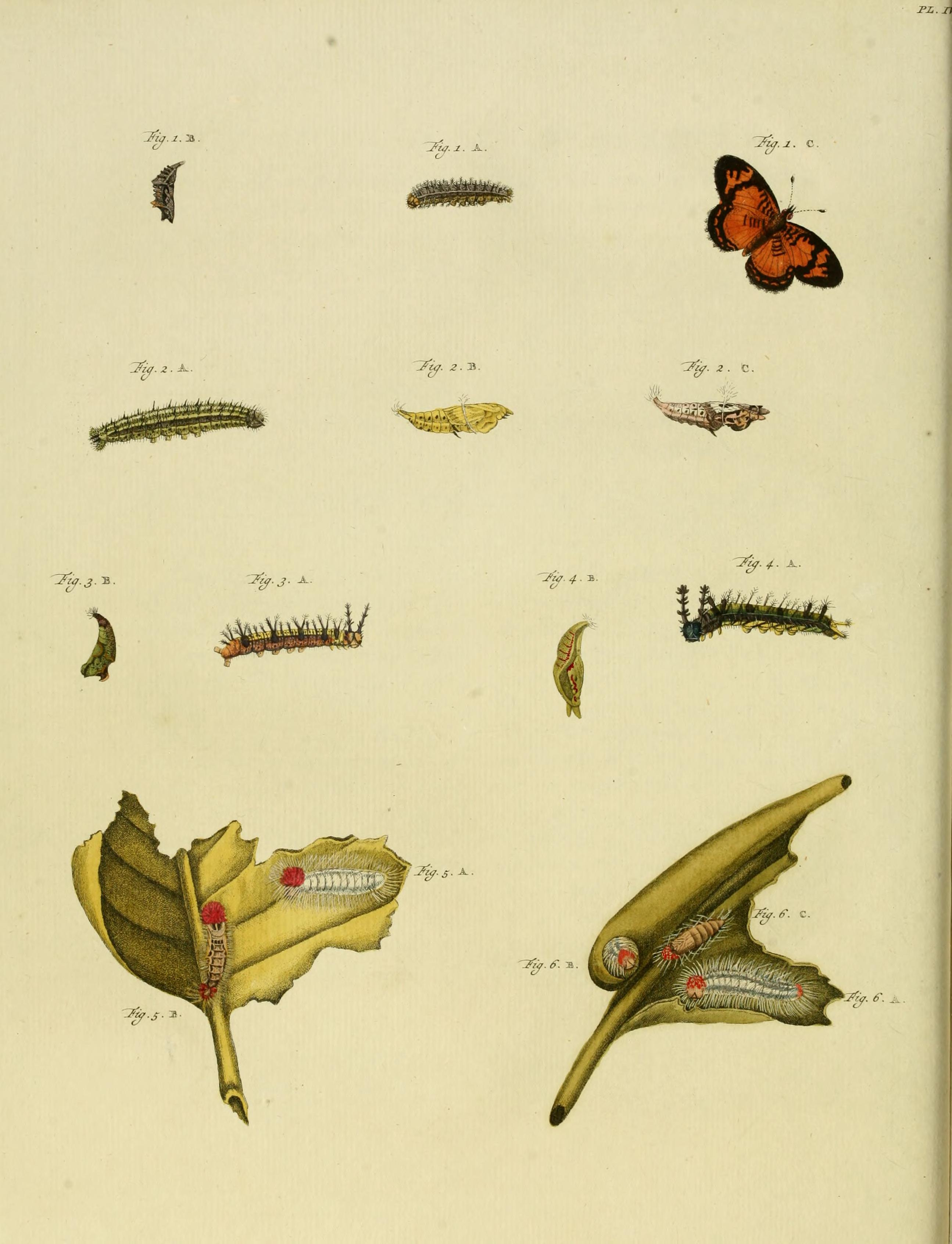
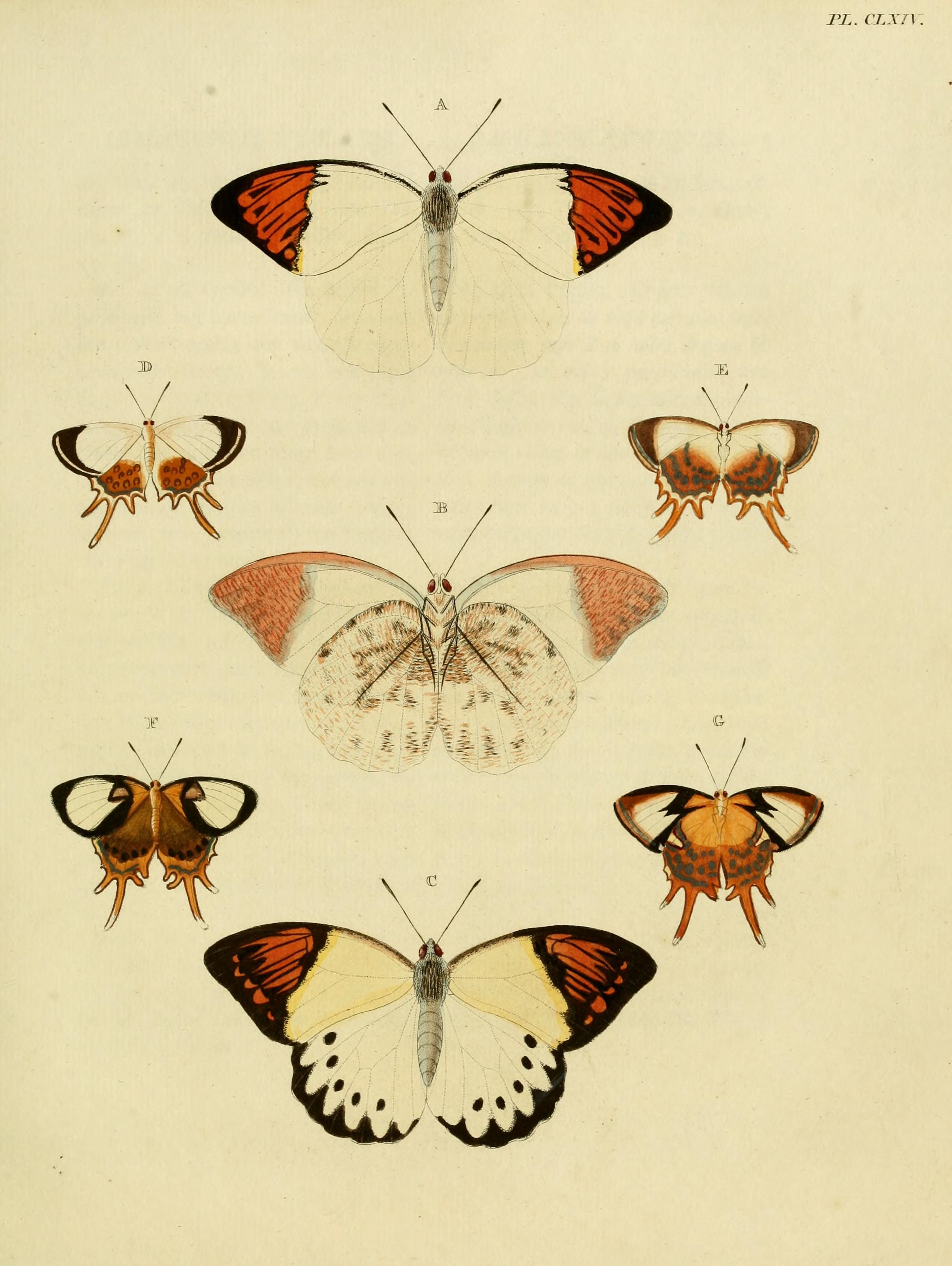
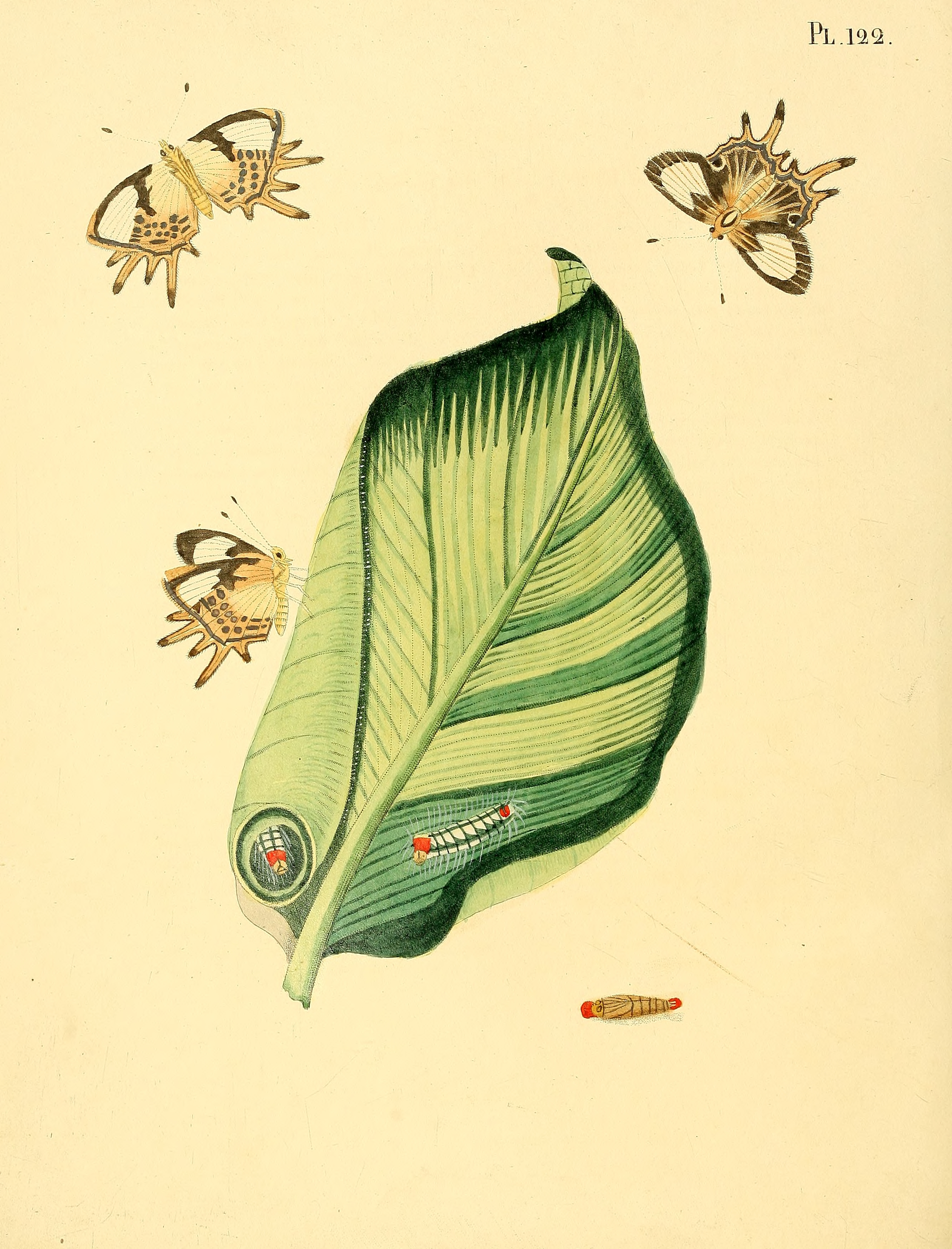